# سید احمد سجادی
سید احمد سجادی (انگلیسی: Ahmad Sajjadi؛ زادهٔ ۱۲ ژانویهٔ ۱۹۶۰) یک بازیکن فوتبال اهل ایران است.
از باشگاه‌هایی که در آن بازی کرده‌است می‌توان به باشگاه فوتبال هما، باشگاه فوتبال بانک تجارت تهران و باشگاه فوتبال بهمن کرج اشاره کرد.
وی همچنین در تیم ملی فوتبال ایران و تیم ملی فوتسال ایران بازی کرده است.

## افتخارات
جام ملت های آسیا 1988 (سوم)